# Гиллард, Джулия

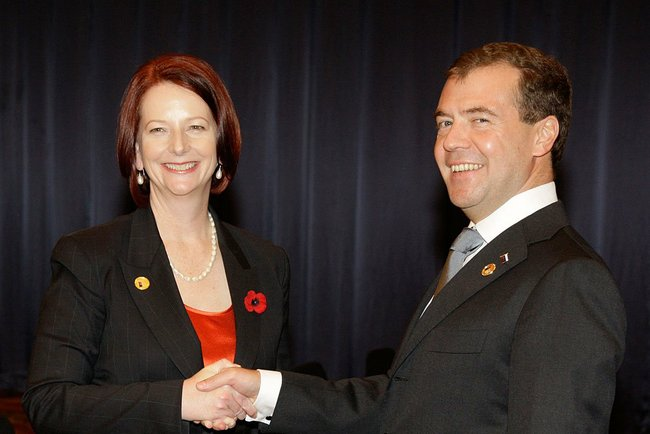
Джулия Гиллард и Дмитрий Медведев в 2010 году

Джулия Гиллард (Джулия Эйлин Гиллард, англ. Julia Eileen Gillard; род. 29 сентября 1961, Барри) — австралийский политик, с 24 июня 2010 года по 27 июня 2013 года — лидер правящей Австралийской лейбористской партии и премьер-министр Австралии; первая женщина на этом посту и шестой по счёту премьер-министр Австралии, родившийся за границей.

## Биография
Родилась в шахтёрской семье. В детстве переболела бронхопневмонией, и после того, как врачи порекомендовали для здоровья Джулии тёплый климат, её семья перебралась в Австралию. Начинала учёбу в Университете Аделаиды, где впервые поучаствовала в политической деятельности; позднее перебралась в Университет Мельбурна, где в 1983 году стала председателем Австралийского союза студентов. Получила диплом юриста и некоторое время работала по специальности — в 1987 году начала работать в юридической фирме «Slater and Gordon» в Мельбурне, в отрасли индустриального (трудового) права. В 1990 году, в возрасте 29 лет, стала партнёром фирмы.
В 1998 году Гиллард была избрана в Палату представителей Парламента Австралии. После перехода лейбористов в оппозицию, Гиллард была теневым министром по вопросам населения и иммиграции (2001-2003), теневым министром здравоохранения (2003-2006) и заместителем лидера оппозиции (2006-2007).

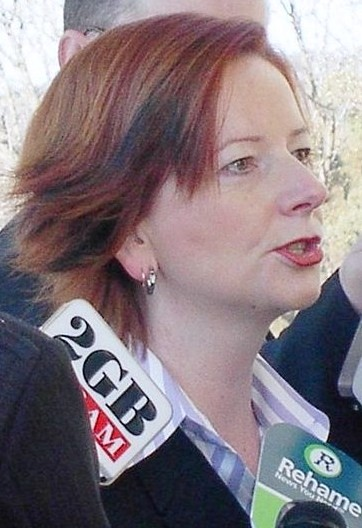
2005 год.

После победы на парламентских выборах 2007 года Гиллард стала вице-премьером в правительстве Кевина Радда. Кроме того, ей было доверено управление новым департаментом, включавшим сразу три министерских портфеля (образования, занятости и трудовых отношений).

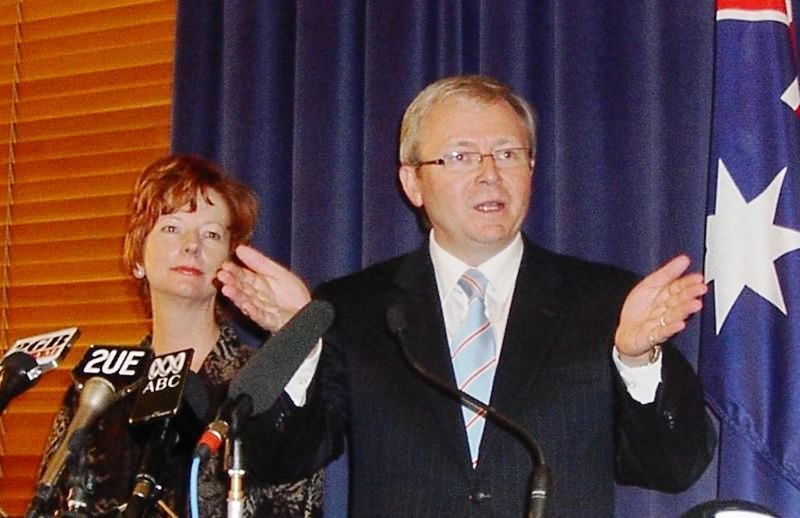
На своей первой конференции в качестве заместителя Кевина Радда.

24 июня 2010 года Гиллард была избрана новым лидером правящей Австралийской лейбористской партии вместо Кевина Радда. Таким образом, Гиллард стала новым премьер-министром, хотя формальное её назначение и принятие присяги состоялось чуть позднее. Главной причиной смены руководства партии и страны называются неудачные действия кабинета и сильное падение личной популярности Радда незадолго до очередных парламентских выборов, которые прошли 21 августа того же года. По их итогам ни лейбористы, ни Национальная партия не получили решающего превосходства, но Гиллард поддержала большая часть независимых депутатов, и ей удалось сохранить кресло премьера.
Одними из первых шагов Гиллард на посту премьер-министра были встречи с представителями крупнейших добывающих компаний по поводу дискуссионного и вызвавшего много разговоров налога на аренду минеральных ресурсов, предложенного Австралийской лейбористской партией при Кевине Радде. Гиллард смогла достичь предварительного соглашения с ними.
Среди знаковых мер Гиллард на посту премьера:
- она добилась того, чтобы 35 % мест в партийном списке закреплены были за женщинами;
- выделила почти 300 миллионов долларов на работу с населением, которое подвержено самоубийствам и депрессии;
- выступала за цензурирование интернета, чтобы люди не имели «свободный доступ к сценам насилия»;
- планирует инициировать референдум о введении параграфа в Конституции о признании аборигенов отдельной культурной общностью, то есть планирует закрепить их юридическое право на культурную автономию.

Ещё накануне выборов в августе 2010 года она выступала за преобразование Австралии в республику, заявив, что «Австралия должна стать республикой, но наша нация испытывает глубокую симпатию к королеве Елизавете», имея в виду, что шаги по республиканской реформе следует предпринимать только после окончания царствования Елизаветы II. Эта позиция во многом отвечает общественным настроениям в стране: в феврале 1998 года в столице Австралии Канберре прошёл конституционный конвент, где большинство делегатов проголосовали за преобразование Австралии в республику. В 2005 году был проведен соцопрос, где 46 % австралийцев выразили желание, чтобы Австралия стала республикой.
В период сильнейших в истории страны наводнений в 2010 году Гиллард взяла на себя управление штабом по оказанию помощи пострадавшим. Также она пошла на достаточно непопулярные меры, в частности, на введение так называемого налога на наводнение; рейтинг её, однако, остается достаточно высоким.
Гиллард считает одним из своих политических кумиров британского политика-лейбориста валлийского происхождения Эньюрина Бивена.
Джулия Гиллард состоит в гражданском браке; детей нет. Гиллард была выращена в баптистской традиции, но в Бога не верит, как и заявила в одном из своих интервью в 2010 г.: «Я уважаю религиозные верования, но это не мои верования».

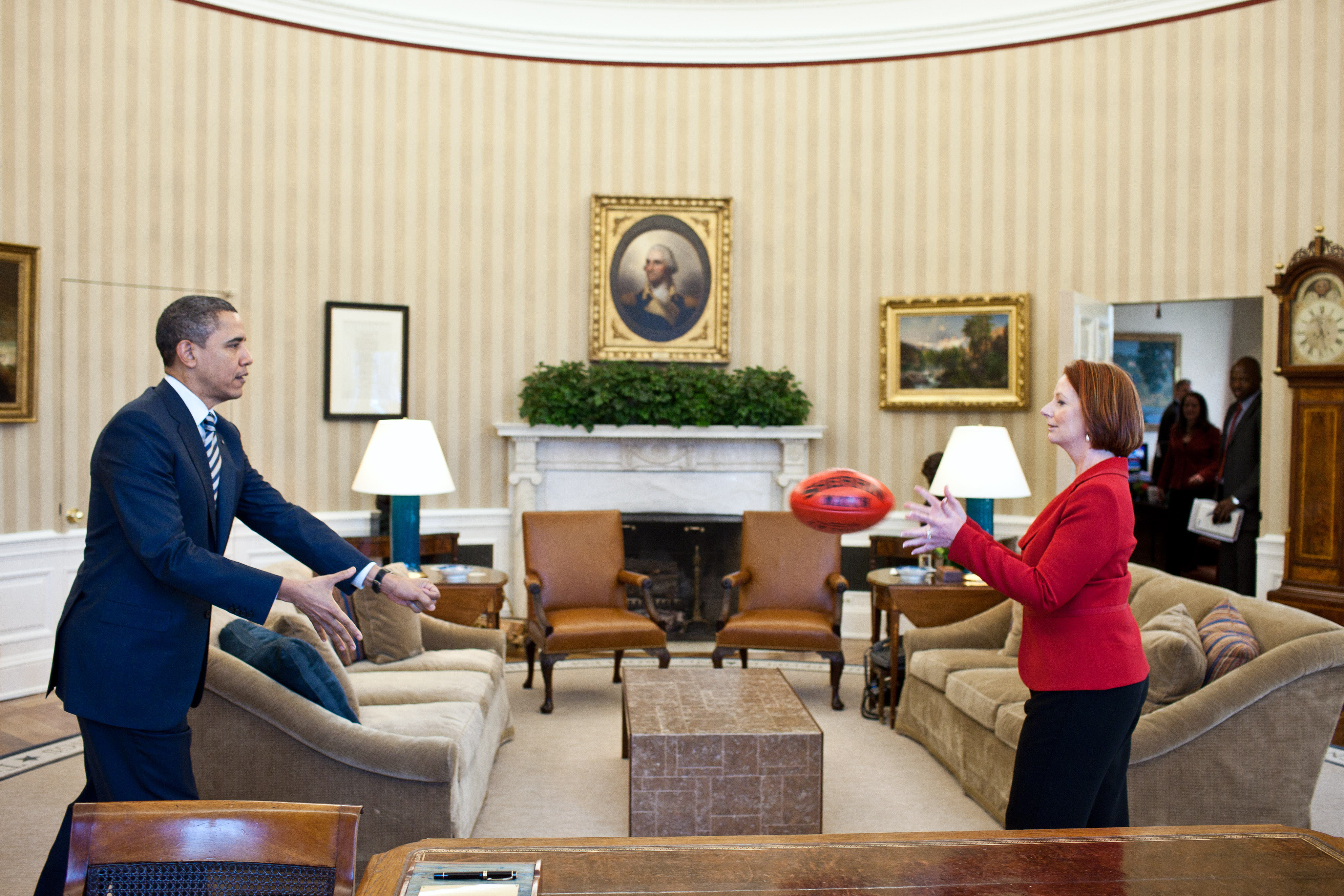
На встрече с Бараком Обама Гиллард ловит мяч для австралийского футбола.

8 сентября 2012 года Гиллард покинула Саммит АТЭС во Владивостоке и улетела на родину из-за кончины своего отца.
На выборах главы партии в июне 2013 года уступила Кевину Радду, который и стал новым премьер-министром Австралии.
В 2018 году Гиллард стала директором нового института женского лидерства, основанного в Королевском колледже Лондона.

## Комментарии
1. ↑  Джулия и Тим состоят в фактическом браке.